# بوب وود
بوب وود (7 أكتوبر 1921 في الولايات المتحدة - 26 أكتوبر 2014 في الولايات المتحدة) (بالإنجليزية: Bob Wood)‏ هو لاعب كرة سلة أمريكي في مركز هجوم خلفي. لعب مع نادي هسكيز شمال إلينوي لكرة سلة الرجال ‏.

## وصلات خارجية
- بوب وود على موقع إن بي أي (الإنجليزية)
- بوب وود على موقع سبورتس رفرنس (الإنجليزية)
- بوب وود على موقع ريلجم (الإنجليزية)
- بوب وود على موقع بروبوليرز (الإنجليزية)